# Скобелев, Виталий Михайлович
Вита́лий Миха́йлович Ско́белев (25 марта 1938, Москва — 5 мая 1984, там же) — советский художник, живописец и график, входил в группу «Двадцать московских художников».

## Биография и творческая деятельность
Виталий Михайлович Скобелев родился в 1938 году в Москве. Живописью начал заниматься с пятнадцати лет. В 1961 году окончил Московский архитектурный институт. Работал архитектором в Управлении по проектированию Всемирной выставки и Моспроекте-2. В качестве молодого специалиста выполнил ряд проектов общественных и жилых зданий, предложил макет-идею здания Совета экономической взаимопомощи, на основе которого позднее был разработан проект здания СЭВ (теперь Мэрия города Москвы) на Новом Арбате.
В 1964 году перешел на преподавательскую деятельность. Работая на кафедре живописи Московского архитектурного института, проводил инновационные для того времени эксперименты по методике использования цвета в архитектуре.
В 1977 году вступил в МОКХГ (Московский объединенный комитет художников-графиков) и принимал участие в легендарных выставках на Малой Грузинской (Московский горком художников-графиков), в том числе в группе «Двадцать московских художников». Стиль его картин можно определить как «метафизический реализм».
Оформил ряд спектаклей, участвовал в выставках театральных художников. Занимался книжной и журнальной графикой. В 1983 году стал членом секции живописи Союза художников СССР. Картины В. М. Скобелева находятся в музеях и частных коллекциях в России и за рубежом.
Похоронен в Москве, на Ваганьковском кладбище.

## Выставки
- 1970 г. Фестиваль искусств. Москва. Диплом 1 степени за оформление спектакля;
- 1969—1971 гг. Выставки работ московских театральных художников, ВТО, Москва;
- 1971—1973 гг. Выставки в МАРХИ, Москва;
- 1977 г. Выставка портрета, МОКХГ, Москва;
- 1978 г. Выставка «Натюрморт, пейзаж», МОКХГ, Москва;
- 1978—1979, 1981—1982 гг. Выставки «Двадцати московских художников», МОКХГ, Москва;
- 1979 г. Весенняя выставка живописи, МОКХГ, Москва;
- 1980—1982 гг. Выставка живописи и графики, ЦДА, Москва;
- 1982 г. Выставка «100 пейзажей», МОКХГ, Москва;
- 1981 г. Выставка живописи, МОСХ, Москва;
- 1982 г. Выставка живописи В. Скобелева, МОКХГ, Москва.